# Осняг
Осня́г — село в Україні, у Чорнухинській селищній громаді Лубенського району Полтавської області. Населення становить 164 осіб. Колишній орган місцевого самоврядування — Богодарівська сільська рада.

## Географія
Село Осняг знаходиться на березі річки Лохвиця, вище за течією на відстані 2 км розташоване село Голотівщина, нижче за течією на відстані 3,5 км розташоване село Бербениці (Миргородський район). Річка в цьому місці пересихає.